# Paul Bouabré
Paul Bouabré Koko – iworyjski piłkarz grający na pozycji obrońcy. W swojej karierze grał w reprezentacji Wybrzeża Kości Słoniowej.

## Kariera reprezentacyjna
W 1980 roku Bouabré został powołany do reprezentacji Wybrzeża Kości Słoniowej na Puchar Narodów Afryki 1980. Zagrał w nim w dwóch meczach grupowych: z Egiptem (1:2) i z Tanzanią (1:1).